# Forteresse Saint-Nicolas
La forteresse Saint-Nicolas (Tvrđava Sv. Nikole en croate) est une forteresse située dans la ville de Šibenik, l'une des plus anciennes villes de Croatie, sur la rive orientale de l'Adriatique, en Dalmatie centrale. La forteresse est inscrite en 2017 sur la liste du patrimoine mondial par l'UNESCO, en tant que partie des « Ouvrages de défense vénitiens du XVIe au XVIIe siècle : Stato da Terra - Stato da Mar occidental ».

## Histoire
Il y a quatre forteresses dans la ville de Šibenik :
- La forteresse Saint-Nicolas  (Tvrđava Sv. Nikole)
- La forteresse Saint-Michel  (Tvrđava Sv. Mihovila)
- La forteresse Saint-Jean (Tvrđava Sv. Ivana)
- La forteresse Šubićevac (Tvrđava Šubićevac ou Tvrđava Barone)

Seule la forteresse Saint-Nicolas est en mer, sur une île à l'entrée du port de Šibenik; les trois autres sont sur le continent.
La forteresse Saint-Nicolas a été construite sur le côté gauche de l'entrée du canal Saint-Antoine (Sv. Ante), sur l'île appelée Ljuljevac. L'île est à l'entrée du canal de Šibenik, en face du phare de Jadrija, construit sur la plage. La forteresse Saint-Nicolas tire son nom du monastère bénédictin dédié à saint Nicolas, qui se trouvait sur l'île avant d'être démoli pour faire place à la forteresse. À la demande de la population croate de Šibenik, le capitaine vénitien Alojzije de Canal a décidé de construire un fort sur une île de Ljuljevac le 30 avril 1525. La forteresse a été conçue et construite par le célèbre architecte et bâtisseur vénitien Hyeronimus di San Michaela. Son utilité initiale est d'empêcher les bateaux turcs d'atteindre le port. Armée avec 32 canons, sa taille et son aspect contribuent également à son caractère dissuasif.

## Architecture

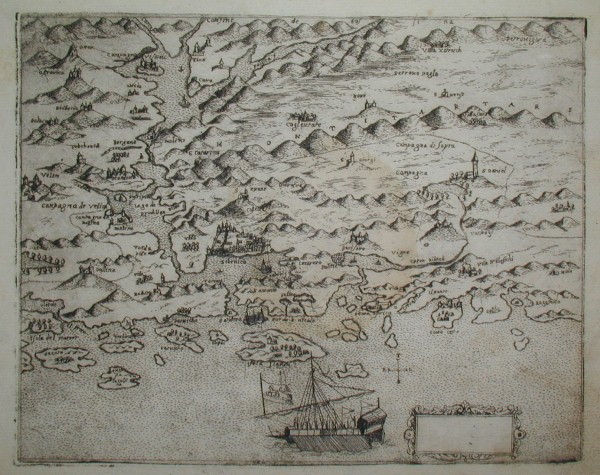
La forteresse Saint-Nicolas est à l'entrée du canal Saint-Antoine sur cette carte datant du XVI.

La forteresse est l'un des exemples d'architecture défensive de Dalmatie les mieux préservés et les plus précieux. Elle est construite en briques, ce matériau étant considéré à l'époque comme le plus résistant contre les boulets de canon. Les fondations sont faites de pierre. Bien que les capacités de défense de la forteresse n'aient jamais été mises à l'épreuve lors d'opérations militaires, la structure s'est avérée utile pour la protection de la ville contre les attaques venant de la mer. Au cours des siècles pendant lesquels elle a été utilisée, la structure a servi à diverses armées et a subi un certain nombre de travaux de rénovation, dont certains ont été rendus nécessaires par l'évolution graduelle des armes. La forteresse a été complètement abandonnée par l'armée en 1979 et est en rénovation depuis lors.

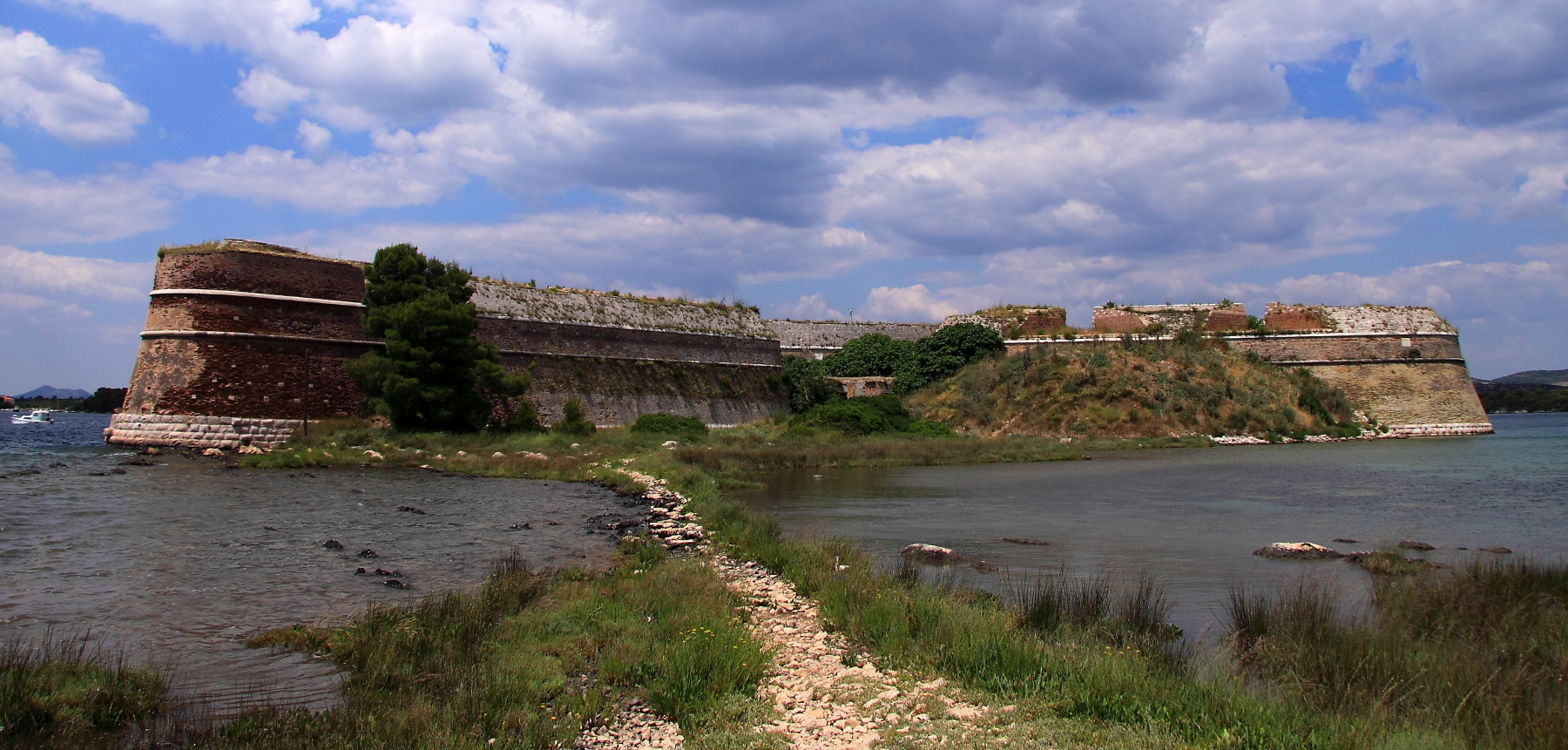
Sentier en direction de la forteresse
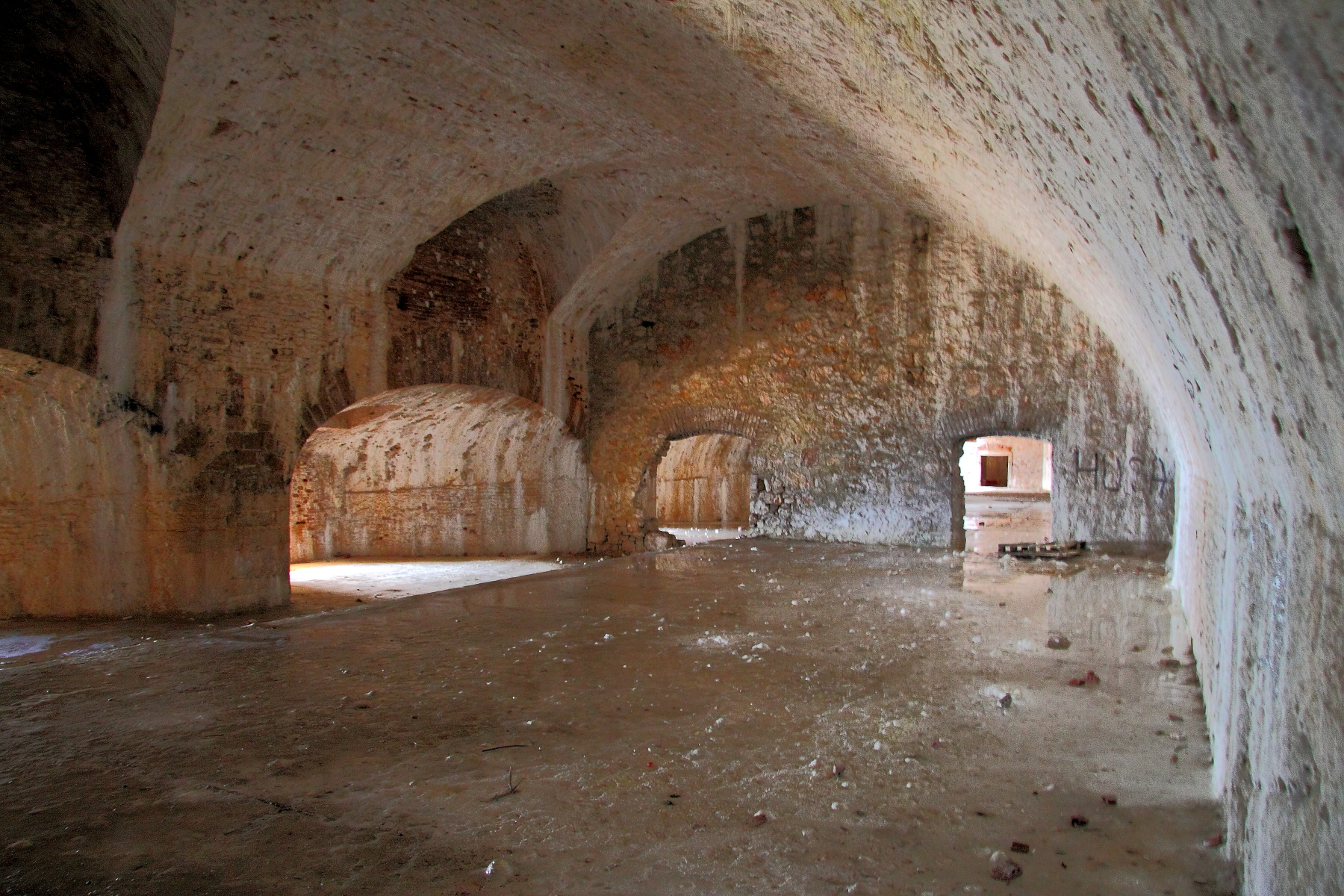
Intérieur de la forteresse
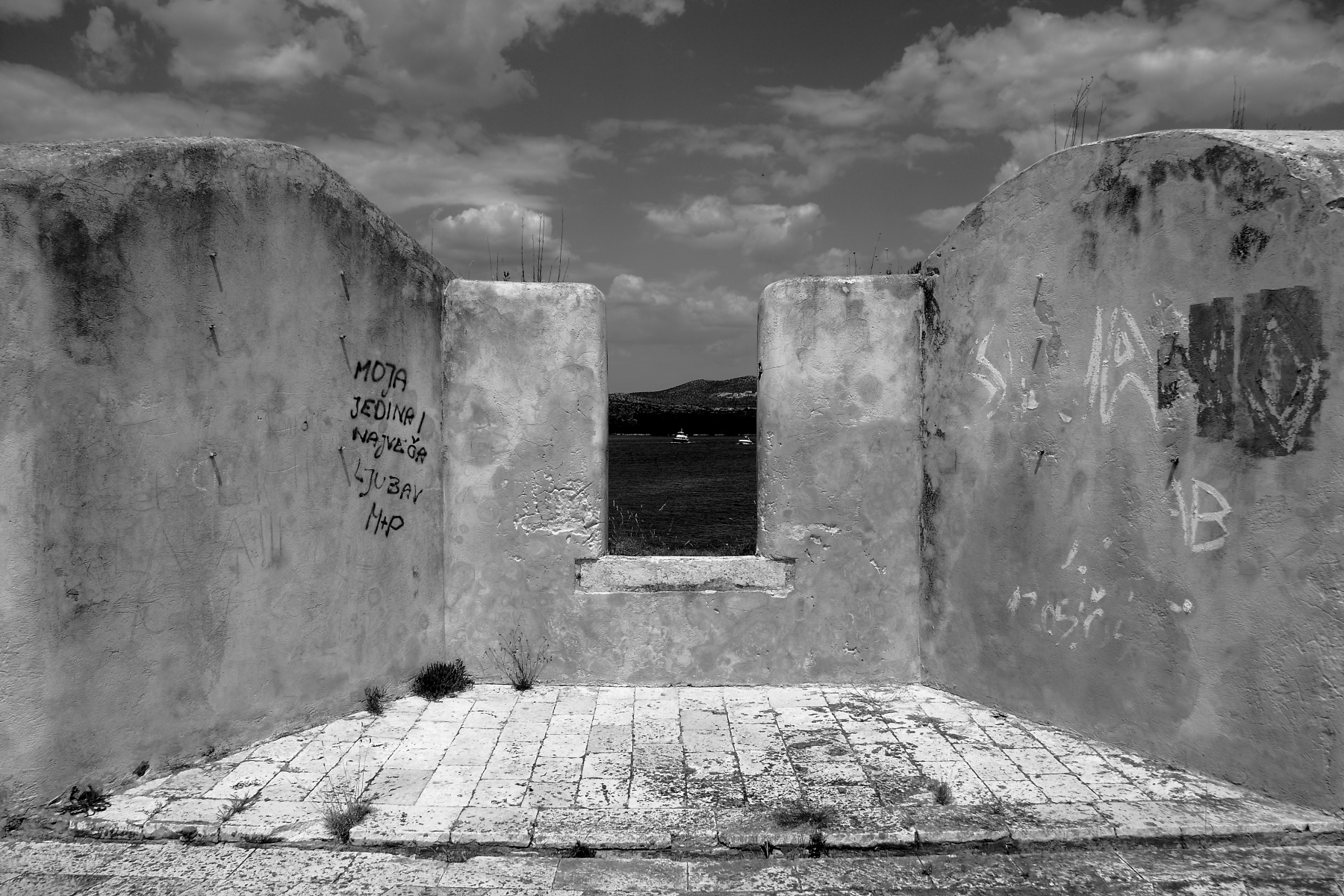
Haut de la forteresse